# Ministère de la Sécurité publique et Solliciteur général (Colombie-Britannique)
Ministry of Public Safety and Solicitor General
Le ministère de la Sécurité publique et Solliciteur général (en anglais : Ministry of Public Safety and Solicitor General ou PSSG) est un ministère du gouvernement provincial de la province canadienne de la Colombie-Britannique. Ses principales attributions consistent à superviser les services policiers et correctionnels de la province, ainsi que la protection des consommateurs.
Le ministre actuel est Mike Farnworth (en) , en poste depuis 2017.

## Histoire

### Première création
Le ministère est créé pour la première fois par le gouvernement du premier ministre Bill Vander Zalm le 6 juillet 1988 sous le nom de ministère du Solliciteur général. Le solliciteur général était responsable des services de police, du système correctionnel, du bureau du coroner, de la Direction des véhicules automobiles (en anglais : Motor Vehicles Branch), de la Direction des jeux publics (en anglais : Public Gaming Branch) et des services d'urgence, toutes ces entités relevant auparavant du procureur général de la Colombie-Britannique. 
La création n'a cependant pas été sans controverse. Une semaine avant l'annonce officielle, le procureur général Brian Smith démissionne du cabinet en signe de protestation, citant comme raison la scission prévue. Brian Smith affirme que la raison de la scission est ainsi d'affaiblir le bureau du procureur général et de faciliter le contrôle par le bureau du premier ministre. En 1991, le premier ministre Mike Harcourt, nouvellement élu, abolit le ministère et réattribue ses responsabilités au ministère du Procureur général.

### Seconde création
Le ministère est recréé le 5 juin 2001 par le premier ministre Gordon Campbell sous le nom de ministère de la Sécurité publique et Solliciteur général. En plus de se voir réattribué la responsabilité des services de police, des services correctionnels, de la gestion des urgences et des jeux de hasard, le ministère acquiert également la responsabilité des permis d’alcool et la réglementation des alcools, du Bureau de classification des films de Colombie-Britannique (en) et du règlement des différends entre propriétaires et locataires. Mais le Bureau de classification des films de Colombie-Britannique (en) est par la suite transféré à Consumer Protection BC le 1er juillet 2007 .
Le 8 février 2012, la première ministre Christy Clark ordonne la fusion les ministères du procureur général et du solliciteur général pour former un seul ministère de la Justice et procureur général. Cette décision faisait partie d'un effort visant à réformer et à moderniser le système judiciaire de la province. Dans le cadre de ces efforts de rationalisation, certaines des attributions du ministère n'ont cependant pas été transférées au ministère du Procureur général de la Colombie-Britannique mais sont transférées à d'autres ministères. Ainsi la responsabilité du Conseil des employeurs des secteurs publics et l'Insurance Corporation of British Columbia est transférée sous l'autorité du ministère des Finances tandis que la surveillance des alcools et des jeux vont au ministère de l'Énergie et des Mines. Trois ans plus tard, le 12 décembre 2015, Christy Clark a fait machine arrière et rétablit le ministère de la Sécurité publique et Solliciteur général.
Le 7 décembre 2022, le premier ministre David Eby scinde la gestion des urgences qui obtient son propre ministère, nommé Ministère de la gestion des urgences et de la préparation au climat (en).

## Attributions
Le ministère de la Sécurité publique et Solliciteur général est l'un des deux ministères, avec le ministère du Procureur général, qui porte la responsabilité de l'administration de la justice, de la protection des droits et de l'organisation des services de sécurité publique du gouvernement de la Colombie-Britannique (en). Les responsabilités spécifiques du ministère varient au fil des ans, mais comprennent actuellement le maintien de l'ordre et l'application de la loi, la gestion des services correctionnels, des services aux victimes, des services de coroners, de la sécurité routière et la réglementation des secteurs des alcools, du cannabis et des jeux de hasard. Le ministère assure enfin la coordination du système de gestion des urgences (via Emergency Management BC (en)) ,.
Le ministère est en outre responsable de plusieurs agences et conseils tels que Consumer Protection BC, Insurance Corporation of British Columbia, Vehicle Sales Authority of British Columbia et les conseils de police municipaux ,.

## Liste des ministres
| Ministre                                                                              | Début du trimestre  | Fin du mandat       | Parti politique     | Gouvernement        |
| Solliciteur général                                                                   | Solliciteur général | Solliciteur général | Solliciteur général | Solliciteur général |
| ------------------------------------------------------------------------------------- | ------------------- | ------------------- | ------------------- | ------------------- |
| Angus Creelman Ree                                                                    | 6 juillet 1988      | 1er novembre 1989   | Crédit social       | Vander Zalm (en)    |
| Russell Fraser (en)                                                                   | 1er novembre 1989   | 13 décembre 1990    | Crédit social       | Vander Zalm (en)    |
| Ivan Messmer (en)                                                                     | 13 décembre 1990    | 2 avril 1991        | Crédit social       | Vander Zalm (en)    |
| Ivan Messmer (en)                                                                     | 2 avril 1991        | 5 novembre 1991     | Crédit social       | Johnston (en)       |
| Ministère supprimé de 1991 à 2001 ; voir Procureur général de la Colombie-Britannique |                     |                     |                     |                     |
| Ministre de la Sécurité publique et solliciteur général                               |                     |                     |                     |                     |
| Rich Coleman (en)                                                                     | 5 juin 2001         | 16 juin 2005        | Libéral             | Campbell (en)       |
| John Les (en)                                                                         | 16 juin 2005        | 1er avril 2008      | Libéral             | Campbell (en)       |
| John van Dongen (en)                                                                  | 1er avril 2008      | 27 avril 2009       | Libéral             | Campbell (en)       |
| Rich Coleman (en)                                                                     | 27 avril 2009       | 10 juin 2009        | Libéral             | Campbell (en)       |
| Kash Heed (en)                                                                        | 10 juin 2009        | 9 juin 2010         | Libéral             | Campbell (en)       |
| Mike de Jong (en)                                                                     | 9 juin 2010         | 4 mai 2010          | Libéral             | Campbell (en)       |
| Kash Heed (en)                                                                        | 4 mai 2010          | 5 mai 2010          | Libéral             | Campbell (en)       |
| Mike de Jong (en)                                                                     | 5 mai 2010          | 25 octobre 2010     | Libéral             | Campbell (en)       |
| Rich Coleman (en)                                                                     | 25 octobre 2010     | 14 mars 2011        | Libéral             | Campbell (en)       |
| Shirley Bond                                                                          | 14 mars 2011        | 8 février 2012      | Libéral             | Christy Clark (en)  |
| Ministère supprimé de 2012 à 2015 ; voir Procureur général de la Colombie-Britannique |                     |                     |                     |                     |
| Mike Morris (en)                                                                      | 11 décembre 2015    | 18 juillet 2017     | Libéral             | Christy Clark (en)  |
| Mike Farnworth (en)                                                                   | 18 juillet 2017     | 18 novembre 2017    | NPD                 | Horgan (en)         |
| Mike Farnworth (en)                                                                   | 7 décembre 2017     | En cours            | NPD                 | Eby ministry (en)   |